# Galassia Nana Irregolare dello Scultore
La Galassia Nana Irregolare dello Scultore (o SDIG), da non confondersi con la Galassia Nana dello Scultore, è una galassia minore del gruppo dello Scultore.
Scoperta il 6 novembre 1976 analizzando un'immagine presa con il telescopio Schmidt dell'ESO, è una galassia nana posta in direzione della costellazione dello Scultore. Al pari della galassia nana UGCA 442 è una galassia satellite di NGC 7793.
Data la contemporanea presenza di giovani stelle blu e di vecchie stelle rosse si ritiene che la galassia abbia attraversato più fasi di formazione stellare.  Non sono state identificate regioni H II di formazione stellare. L'indice di metallicità è basso e l'età media delle stelle di almeno 6 miliardi di anni per la maggior parte della popolazione.